# ستيوارت هيوز
ستيوارت هيوز هو ممثل كندي، ولد في 9 أغسطس 1959 في كندا. من الجوائز التي نالها جائزة دورا مافور مور ‏.

## جوائز
- جائزة دورا مافور مور [الإنجليزية]‏

## وصلات خارجية
- ستيوارت هيوز على موقع IMDb (الإنجليزية)
- ستيوارت هيوز على موقع قاعدة بيانات الفيلم (الإنجليزية)